# Širak Fowtbolayin Akowmb
Lo Širak Fowtbolayin Akowmb (armeno: Շիրակ Մարզական Ակումբ), meglio noto come Širak, è una società calcistica armena con sede nella città di Gyumri. Fondato nel 1958, il club gioca le partite casalinghe allo stadio comunale di Gyumri.
Lo Širak è una delle più antiche squadre di calcio dell'Armenia ed è l'unica squadra che ha partecipato a tutte le stagioni della Bardsragujn chumb. Divenne campione della Bardsragujn chumb nel 1992, 1994, 1999 e 2012-2013 e ha sollevato la Hayastani Ankaxowt'yan Gavat' durante la stagione 2011-2012. Ha anche vinto la Hakob Tonoyani anvan Sowpergavat' nel 1996, 1999, 2003 e 2013.
Dal 2010, il proprietario dello Širak è la società «Sovrano» LLC guidata da un uomo d'affari e membro dell'Assemblea nazionale dell'Armenia, Arman Sahakyan. La sede del club si trova in via Andranik Ozanyan 6, Gyumri.

## Storia
Lo Širak è stato fondato nel 1958 nella città di Gyumri, all'epoca parte della Repubblica Socialista Sovietica Armena. Durante gli anni 1970, il club era conosciuto con il nome di Olympia. Non ha mai partecipato alla seconda divisione sovietica.
Lo Širak è una delle squadre di calcio più antiche dell'Armenia e ha prodotto molti giocatori di talento che hanno rappresentato la Nazionale armena, con Art'owr Petrosyan e Harutyun Vardanyan come giocatori più importanti.
Il club è la seconda squadra più titolata del paese, avendo vinto quattro campionati, una coppa e quattro supercoppe. Il club ha lottato a livello finanziario tra il 2005 e il 2010.
Nel 2010, il club è stato acquistato da Arman Sahakyan, un uomo d'affari originario di Gyumri e membro del parlamento armeno. Nel 2012, lo Širak ha vinto la Coppa d'Armenia per la prima volta nella sua storia.
La squadra ha partecipato a tre diverse coppe europee: la Champions League, la Coppa UEFA e la Coppa Intertoto. Nella stagione 2012-2013, lo Širak ha partecipato alla UEFA Europa League e si è portato al secondo turno con una vittoria aggregata per 2-1 sul Rudar Pljevlja.
Nel maggio 2018, lo Širak ha ricevuto 12 punti di penalizzazione dalla Federazione calcistica dell'Armenia, presumibilmente a causa del direttore sportivo Ararat Harutyunyan che avrebbe offerto a Edward Kpodo del Banants una proposta per truccare la loro prossima partita.

## Palmarès

### Competizioni nazionali
- Campionato armeno: 4

1992, 1994, 1999, 2012-2013
- Coppa d'Armenia: 2

2011-2012, 2016-2017
- Supercoppa d'Armenia: 6

1996, 1999, 2002, 2013, 2017, 2023

### Altri piazzamenti
- Campionato armeno:

Secondo posto: 1993, 1995-1996, 1997, 1998, 2002, 2013-2014, 2015-2016
Terzo posto: 2000, 2003, 2014-2015, 2016-2017
- Coppa d'Armenia:

Finalista: 1993, 1994, 1999, 2011, 2012-2013, 2022-2023
Semifinalista: 1992, 1995, 1995-1996, 2003, 2001, 2004, 2017-2018, 2023-2024
- Supercoppa d'Armenia:

Finalista: 1998
- Araǰin Xowmb:

Secondo posto: 2021-2022

## Organico

### Rosa 2020-2021
Aggiornata all'11 aprile 2021.
| N. |                           | Ruolo | Calciatore          |
| -- | ------------------------- | ----- | ------------------- |
| 1  | Armenia (bandiera)        | P     | Sokrat Hovhannisyan |
| 2  | Armenia (bandiera)        | D     | Robert Hakobyan     |
| 3  | Armenia (bandiera)        | D     | Hovhannes Nazaryan  |
| 4  | Armenia (bandiera)        | D     | Artyom Mikaelyan    |
| 5  | Armenia (bandiera)        | D     | Hakob Vardanyan     |
| 6  | Armenia (bandiera)        | C     | Erik Vardanyan      |
| 7  | Armenia (bandiera)        | C     | Arman Aslanyan      |
| 8  | Armenia (bandiera)        | D     | Hrachya Geghamyan   |
| 9  | Armenia (bandiera)        | A     | Aram Muradyan       |
| 11 | Armenia (bandiera)        | C     | Martin Grigoryan    |
| 17 | Armenia (bandiera)        | A     | Arlen Tsaturyan     |
| 18 | Armenia (bandiera)        | C     | Rafik Misakyan      |
| 19 | Costa d'Avorio (bandiera) | A     | Yacouba Silue       |
| 20 | Armenia (bandiera)        | C     | Ṙowdik Mkrtčyan     |
| 21 | Russia (bandiera)         | A     | Artyom Gevorkyan    |

| N. |                           | Ruolo | Calciatore                |
| -- | ------------------------- | ----- | ------------------------- |
| 22 | Armenia (bandiera)        | D     | Arsen Sadoyan             |
| 23 | Armenia (bandiera)        | C     | Petros Afajanyan          |
| 25 | Armenia (bandiera)        | D     | Aghvan Davoyan (capitano) |
| 26 | Serbia (bandiera)         | P     | Spasoje Stefanović        |
| 29 | Costa d'Avorio (bandiera) | C     | Tidiane Diomandé          |
| 30 | Armenia (bandiera)        | C     | Levon Darbinyan           |
| 37 | Armenia (bandiera)        | D     | Seryozha Urushanyan       |
| 38 | Armenia (bandiera)        | A     | Albert Darbinyan          |
| 39 | Armenia (bandiera)        | A     | Lyova Mryan               |
| 50 | Serbia (bandiera)         | C     | Igor Stanojević           |
| 55 | Armenia (bandiera)        | P     | Lyova Karapetyan          |
| 89 | Armenia (bandiera)        | D     | Hayk Išxanyan             |
| 95 | Armenia (bandiera)        | D     | Vardan Arzoyan            |
| 99 | Costa d'Avorio (bandiera) | C     | Junior Leibe              |

### Rosa 2019-2020
| N. |                    | Ruolo | Calciatore          |
| -- | ------------------ | ----- | ------------------- |
| 1  | Armenia (bandiera) | P     | Sokrat Hovhannisyan |
| 2  | Armenia (bandiera) | D     | Vardan Shakhbazyan  |
| 3  | Armenia (bandiera) | D     | Artur Amiryan       |
| 4  | Armenia (bandiera) | D     | Artyom Mikaelyan    |
| 5  | Armenia (bandiera) | D     | Hakob Vardanyan     |
| 6  | Serbia (bandiera)  | D     | Marko Prljević      |
| 7  | Armenia (bandiera) | C     | Arman Aslanyan      |
| 8  | Armenia (bandiera) | D     | Zhirayr Margaryan   |
| 9  | Armenia (bandiera) | A     | Aram Muradyan       |
| 10 | Armenia (bandiera) | C     | Ēdgar Malak'yan     |
| 11 | Nigeria (bandiera) | C     | Solomon Udo         |
| 17 | Armenia (bandiera) | A     | Arlen Tsaturyan     |
| 18 | Armenia (bandiera) | C     | Rafik Misakyan      |

| N. |                           | Ruolo | Calciatore                |
| -- | ------------------------- | ----- | ------------------------- |
| 19 | Armenia (bandiera)        | C     | Karen Muradyan            |
| 20 | Armenia (bandiera)        | C     | Ṙowdik Mkrtčyan           |
| 21 | Russia (bandiera)         | A     | Artyom Gevorkyan          |
| 22 | Armenia (bandiera)        | C     | Hrayr Mkoyan              |
| 23 | Serbia (bandiera)         | D     | Bogdan Miličić            |
| 25 | Armenia (bandiera)        | D     | Aghvan Davoyan (capitano) |
| 43 | Armenia (bandiera)        | C     | Artush Mirzakhanyan       |
| 45 | Russia (bandiera)         | P     | Vsevolod Yermakov         |
| 77 | Armenia (bandiera)        | C     | Davit' Manoyan            |
| 70 | Serbia (bandiera)         | A     | Uroš Nenadović            |
| 95 | Armenia (bandiera)        | D     | Vardan Arzoyan            |
| 98 | Costa d'Avorio (bandiera) | A     | Mory Kone                 |